# مركز الاستفسار
مركز الاستفسار (CFI) هو منظمة غير ربحية أمريكية تعمل على التخفيف من الاعتقاد في العلوم الزائفة والخوارق ومحاربة تأثير الدين في الحكومة.